# Innova Irish Dance Company
Innova Irish Dance Company — це музично-танцювальне театралізоване шоу, яке складається з традиційних ірландських танців. Початки свої бере в 2014 році, коли невеличкий гурт північно-ірландських дівчат пробилися до англійської версії талант-шоу.

## Історія
З початків ХХІ століття по світових телевійзійнихканалах прокотилася хвила музичних талант-шоу. Одним з таких є «Britain's Got Talent». Саме в 2014 році десяток дівчат з півніно-ірландського містечка Портстьюарт вирішили презентувати свю танцювальну майстерність. Танцювальні номери 15 дівчат: «Party Rock Anthem», «Rock This Party», «Timber», «Get Up (Rattle)», «I Love It», «Tsunami (Jump)», «Tell Me Ma», вражали глядачів,  та до фіналу вони не пробилися.
Але поява на телевізійному шоу стала першим кроком для колективу. Повернувшись додому вони продовжили гастролювати по місцевих фестивалях та клубах. Згодом вже постала ціла компанія, танцювальна школа та мистецька студія. Вони продовжують вдосконалювати свою майстерність, виступаючи на фестивалях, відкритті різних культурних та спортивних подій в Північній Ірландії, а також навчають молодше покоління ірландців мистецтву народного та сучасного танцю.